# Fotogrammi d'argento 2004
La 54ª edizione dei Fotogrammi d'argento, assegnati dalla rivista spagnola di cinema Fotogramas, si è svolta il 8 marzo 2004.
La cerimonia è stata presentata da Anabel Alonso.

## Premi e candidature

### Miglior film spagnolo
- Ti do i miei occhi (Te doy mis ojos), regia di Icíar Bollaín

### Miglior film straniero
- Mystic River, regia di Clint Eastwood  ·   Stati Uniti

### Fotogrammi d'onore
- Amparo Soler Leal

### Miglior attrice cinematografica
- Laia Marull - Ti do i miei occhi (Te doy mis ojos)
- Candela Peña - Torremolinos 73 - Ma tu lo faresti un film porno? (Torremolinos 73)
- Paz Vega - Carmen

### Miglior attore cinematografico
- Luis Tosar - Ti do i miei occhi (Te doy mis ojos)
- Ernesto Alterio - Dias de fútbol
- Javier Cámara - Torremolinos 73 - Ma tu lo faresti un film porno? (Torremolinos 73)

### Miglior attrice televisiva
- Loles León - Aqui no hay quien viva
- Ana Duato - Cuéntame cómo pasó
- Belén Rueda - Los Serrano

### Miglior attore televisivo
- Antonio Resines - Los Serrano
- Imanol Arias - Cuéntame cómo pasó
- Fernando Tejero - Aqui no hay quien viva

### Miglior attrice teatrale
- Rosa Maria Sardà - Witt
- Natalia Millán - Cabaret
- Blanca Portillo - Como en las mejores familias

### Miglior attore teatrale
- Javier Cámara - Como en las mejores familias
- Asier Etxeandía - Cabaret
- Joel Joan - Glengarry glen rose